# Vivian Pieters
Vivian Pieters (Maastricht, 19 juni 1953) is een Nederlands televisieregisseur en -producent.

## Loopbaan
Pieters is de jongere zus van regisseur Guido Pieters, die inmiddels diverse Duitse dramaseries regisseert. Na de middelbare school volgde ze de Nederlandse Film en Televisie Academie. Na afronding van deze opleiding was ze werkzaam als regieassistent bij vele producties, zoals Heb medelij, Jet!, Te gek om los te lopen en Ciske de Rat. Naast haar regiewerk werkt ze ook een tijdje als assistent-filmmonteur voor de speelfilms Naakt over de schutting, De vijf van de vierdaagse en Een stille liefde.
Eind jaren tachtig regisseerde Pieters een aantal afleveringen van de tekenserie Alfred J. Kwak. Begin jaren negentig was ze samen met Hans de Korte de eerste regisseur die met het genre soap kennismaakte toen ze Goede tijden, slechte tijden ging regisseren. Na een jaar stopte ze met deze werkzaamheden om voor de VARA de politieserie Bureau Kruislaan te gaan regisseren. Voor diezelfde omroep regisseerde en produceerde Pieters later de series Unit 13, De geheime dienst en het door haarzelf bedachte Ernstige Delicten. In 2006 werd ze samen met Gerd-Jan van Dalen uitvoerend producent bij Goede tijden, slechte tijden. Ze vervingen Dag Neijzen, die zich met andere werkzaamheden binnen Endemol ging bezighouden. Vanwege dalende kijkcijfers werden Pieters en haar collega Van Dalen in de zomer van 2008 vervangen door voormalig hoofdschrijver van de soap Kennard Bos en Esther Thedinga.